# Rivière Camatose
Pour les articles homonymes, voir Camatose.
La rivière Camatose est un affluent de la rive sud de la Baie La Vérendrye du réservoir Dozois, coulant dans le territoire non organisé de Réservoir-Dozois, dans la municipalité régionale de comté (MRC) de La Vallée-de-l'Or, dans la région administrative de l’Abitibi-Témiscamingue, au Québec, au Canada.
La rivière Camatose coule entièrement en territoire forestier. La foresterie constitue la principale activité économique de ce bassin versant ; les activités récréotouristiques, en second. La surface de la rivière est habituellement gelée du début de la mi-décembre à la mi-avril.

## Géographie
La rivière Camatose prend sa source à l’embouchure du lac Camatose (longueur : 7,2 km ; altitude : 355 m) ou est aménagé le barrage Camatose-2. Le lac Camatose est contiguë au lac Kawagakisowash lequel est situé au sud-est. Le lac Camatose est de nature difforme, comportant de nombreuses baies, îles et presqu'îles.
L’embouchure du lac Camatose est située à 2,0 km au sud-est de la confluence de la rivière Camatose, à 10,5 km au sud-est du lac Andou (qui est contiguë au réservoir Cabonga), à 110 km au sud-est du centre-ville de Val-d’Or, à 13,4 km au nord du lac de tête de la rivière Coulonge et à 2,5 km au sud-est de la route 117.
Les principaux bassins versants voisins de la rivière Camatose sont :
- côté nord : réservoir Dozois, rivière des Outaouais ;
- côté est : réservoir Cabonga ;
- côté sud : lac Byrd, rivière Coulonge, lac Canimina ;
- côté ouest : lac Cawatose, rivière Camitogama, réservoir Dozois.

À partir du barrage à l’embouchure du lac Camatose, la rivière Camatose coule sur 2,2 km vers le nord-ouest, jusqu'à la confluence de la rivière où un barrage est aménagé.
La rivière Camatose se décharge au barrage Camatose-1 érigé sur la rive sud de la baie La Vérendrye située au sud du réservoir Dozois lequel est traversé vers l'ouest par la rivière des Outaouais.
Cette confluence de la rivière Camatose est située, à 1,4 km au sud du pont de la route 117 qui enjambe la Baie La Vérendrye, à 17,0 km à l'ouest du réservoir Cabonga, à 107,4 km au sud-est du centre-ville de Val-D’Or, à 139,4 km au nord-ouest du centre-ville de Mont-Laurier, à 41,3 km à l'est du Grand lac Victoria.
La route 117 passe sur la rive est du lac Camatose.

## Toponymie
D'origine amérindienne de la nation algonquine, ce toponyme signifie : là où l'on entend un son. Tandis que le terme anglais "camatose" signifie : caractérisé par une inertie léthargique.
Le toponyme rivière Camatose a été officialisé le 5 décembre 1968 à la Commission de toponymie du Québec.